# Dasylophia osmophora
Dasylophia osmophora är en fjärilsart som beskrevs av Max Wilhelm Karl Draudt 1932. Dasylophia osmophora ingår i släktet Dasylophia och familjen tandspinnare. Inga underarter finns listade i Catalogue of Life.